# Leszek Janowiak
Leszek Janowiak (ur. 1951 w Gorzowie Wielkopolskim) – polski piłkarz, trener piłkarski oraz działacz sportowy. Z zawodu elektromechanik. Wiceprezes OZPN Gorzów Wielkopolski.

## Kariera piłkarska
Wychowanek Warty Gorzów Wielkopolski i w latach 1968–1987 gracz tej drużyny. W 1987 r. zakończył karierę zawodniczą.

## Kariera trenerska
Szkoleniowiec gorzowskich klubów: Warty i Stilonu, a także Uranu Trzebicz, Pogoni Krzeszyce, Toromy Torzym, Orła Międzyrzecz i Spójni Ośno Lubuskie.